# Вільям Люкке
Ві́льям Йо́ганнес Лю́кке (дан. William Johannes Lykke; нар. 28 вересня 2004) — данський футболіст, воротар клубу «Норшелланн».

## Клубна кар'єра
Вихованець академії «Норшелланна». 30 червня 2023 року відправився в сезонну оренду в «Гіллеред». 21 липня 2023 року дебютував за нову команду в матчі Першого дивізіону проти «Кеге». Всього за час оренди провів 26 поєдинків, пропустивши 33 м'ячі.
Влітку 2024 року після повергення з оренди переведений до першої команди «Норшелланна». 11 липня 2024 року продовжив контракт з клубом до літа 2028 року. 23 жовтня 2024 року дебютував в основному складі «Норшелланна» в матчі Кубка Данії проти клубу «Брабранда», втім його команда поступилась в серії післяматчевих пенальті. 30 березня 2025 року в поєдинку проти «Орхуса» дебютував у Суперлізі.

## Кар'єра в збірній
Виступав за збірні Данії до 18, до 19 і до 20 років. В листопаді 2024 року дебютував за збірну до 21 року в товариському матчі проти збірної Німеччини.
В травні 2025 року потрапив в заявку збірної до 21 року на молодіжний чемпіонат Європи в Словаччині. На турнірі був запасним і на поле не виходив, а його команда дійшла до чвертьфіналу, де поступилась збірній Франції.

## Статистика виступів
Станом на 10 серпня 2025 
| Клуб              | Сезон             | Чемпіонат         | Чемпіонат | Чемпіонат | Кубок | Кубок | Єврокубки | Єврокубки | Інші  | Інші | Всього | Всього | Всього |
| Клуб              | Сезон             | Дивізіон          | Матчі     | Голи      | Матчі | Голи  | Матчі     | Голи      | Матчі | Голи | Матчі  | Голи   |        |
| ----------------- | ----------------- | ----------------- | --------- | --------- | ----- | ----- | --------- | --------- | ----- | ---- | ------ | ------ | ------ |
| Норшелланн        | 2024–25           | Суперліга         | 2         | −3        | 1     | −1    | —         | —         | —     | —    | 3      | −4     |        |
| Норшелланн        | 2025–26           | Суперліга         | 4         | −10       | 0     | 0     | 0         | 0         | —     | —    | 4      | −10    |        |
| Норшелланн        | Всього            | Всього            | 6         | −13       | 1     | −1    | 0         | 0         | 0     | 0    | 7      | −14    |        |
| → Гіллеред        | 2023–24           | Перший дивізіон   | 26        | −33       | 0     | 0     | —         | —         | —     | —    | 26     | −33    |        |
| Всього за кар'єру | Всього за кар'єру | Всього за кар'єру | 32        | −46       | 1     | −1    | 0         | 0         | 0     | 0    | 33     | −47    |        |